# Riddleville
Riddleville – miasto w Stanach Zjednoczonych, w stanie Georgia, w hrabstwie Washington. Jedna z najmniejszych miejscowości (77 osób w 2023 r.) całego stanu Georgia.